# Наумкинский сельсовет
Наумкинский сельсове́т — упразднённая в 2008 году административно-территориальная единица и сельское поселение (тип муниципального образования) в составе Аургазинского района. Почтовый индекс — 453494. Код ОКАТО — 80205829000. Образован в 1998—99 гг. Объединен с сельским поселением Балыклыкульский сельсовет.

## Состав сельсовета
- деревня Наумкино — административный центр,
- деревня Амзя.

## История
Первые шаги по официальному признанию нового сельсовета начались в 1998 году и завершились в 1999 году. Закон Республики Башкортостан от 19.03.99 N 224-з (ред. от 29.12.2006) «Об образовании Наумкинского сельсовета Аургазинского района Республики Башкортостан» был принят Законодательной Палатой Государственного Собрания Республики Башкортостан 7 мая 1998 года, одобрен Палатой Представителей Государственного Собрания Республики Башкортостан 10 марта 1999 года, подписан 19 марта 1999 года Президентом Республики Башкортостан М.Рахимовым. 
 Из его текста (в ред. Закона РБ от 29.12.2006 N 404-з):

 Статья 1. Образовать Наумкинский сельсовет путём разделения Балыклыкульского сельсовета Аургазинского района Республики Башкортостан с административным центром в деревне Наумкино, включив в состав Наумкинского сельсовета деревню Наумкино и деревню Амзя.
Статья 2. Установить границу Наумкинского сельсовета Аургазинского района Республики Башкортостан согласно представленной схематической карте.

Статья 3. Настоящий Закон вступает в силу со дня его официального опубликования.
Спустя 10 лет в 2008 году Наумкинский сельсовет ликвидирован, населённые пункты перешли обратно в Балыклыкульский сельсовет.
Закон Республики Башкортостан от 19.11.2008 N 49-з «Об изменениях в административно-территориальном устройстве Республики Башкортостан в связи с объединением отдельных сельсоветов и передачей населённых пунктов», ст.1 5) по Аургазинскому району в) гласил:

 "Внести следующие изменения в административно-территориальное устройство Республики Башкортостан:
 объединить Балыклыкульский и Наумкинский сельсоветы с сохранением наименования «Балыклыкульский» с административным центром в деревне Балыклыкуль.
Включить деревни Наумкино, Амзя Наумкинского сельсовета в состав
Балыклыкульского сельсовета.

Утвердить границы Балыклыкульского сельсовета согласно представленной схематической карте.

Исключить из учётных данных Наумкинский сельсовет
На 2008 год граничил с муниципальными образованиями: Таштамакский сельсовет, Балыклыкульский сельсовет, Меселинский сельсовет, Семенкинский сельсовет, Турсагалинский сельсовет («Закон Республики Башкортостан от 17.12.2004 N 126-з (ред. от 19.11.2008) „О границах, статусе и административных центрах муниципальных образований в Республике Башкортостан“»).